# Parafia Świętego Floriana w Pabianicach
Parafia pw. Świętego Floriana Męczennika w Pabianicach – parafia rzymskokatolicka znajdująca się w archidiecezji łódzkiej w dekanacie pabianickim.  Erygowana w 1969. Mieści się przy ulicy Warszawskiej.
Kościół został zbudowany w 1900 r. w stylu neoromańskim według projektu Tadeusza Markiewicza. Rozbudowany w latach 1971–1972 przez dobudowanie kaplicy. Poświęcony w 1900 r. przez bpa Henryka Kossowskiego, sufragana diecezji kujawsko-kaliskiej. W 1903 r. wykonano główny ołtarz z obrazem św. Floriana i płaską figurą Niepokalanego Poczęcia NMP. W 1912 r. (po lewej stronie) wykonano boczny ołtarz z obrazem Najświętszego Serca Pana Jezusa. W 1929 r. (po prawej stronie) boczny ołtarz, z obrazem św. Cecylii i św. Antoniego; w tym samym roku zakupiono 3 dzwony i organy. Rozbudowany w latach 1971–1972 przez dobudowanie kaplicy. W 2004 r. wybudowano ołtarz marmurowy i położono posadzkę marmurową w prezbiterium. W 2005 r. odrestaurowano częściowo wnętrze kościoła, zakupiono 7 obrazów i przeprowadzono renowację organów piszczałkowych. W 2005 r. rozpoczęto budowę nowego parkanu wokół kościoła.
Erygowany w 1969.
Przy parafii swoją działalność prowadzą: Żywa Róża, III Zakon św. Franciszka, Grupa Modlitewno-Refleksyjna, Grupa Młodzieżowa, Zespół Misyjny, Żywa Róża, III Zakon św. Franciszka, Grupa Modlitewno-Refleksyjna, Grupa Młodzieżowa, Zespół Misyjny, schola.